# Ropalophorus clavicornis
Ropalophorus clavicornis är en stekelart som först beskrevs av Wesmael 1835.  Ropalophorus clavicornis ingår i släktet Ropalophorus och familjen bracksteklar. Enligt den finländska rödlistan är arten otillräckligt studerad i Finland. Arten är reproducerande i Sverige. Artens livsmiljö är moskogar. Inga underarter finns listade i Catalogue of Life.